# 木花巡回バス

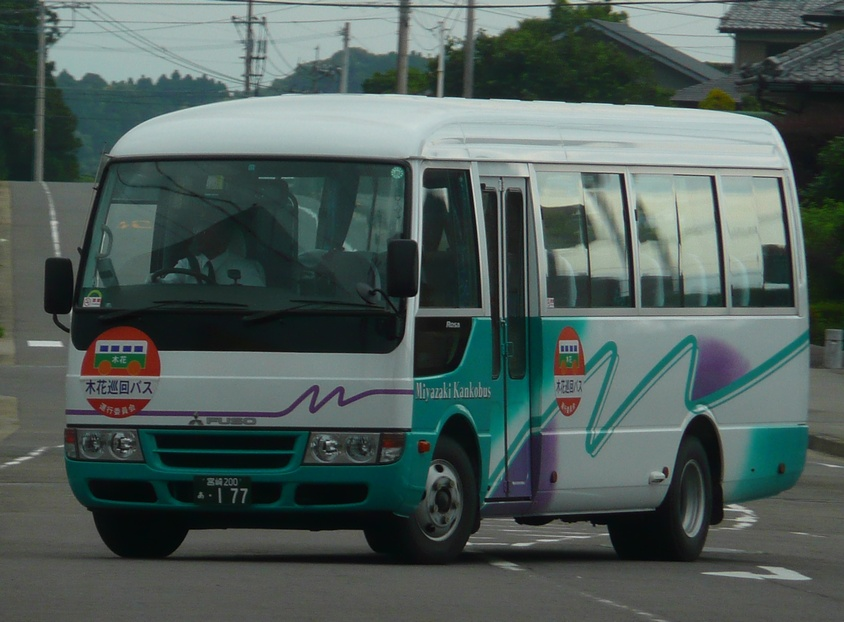
木花巡回バス（三菱ふそう・ローザ）

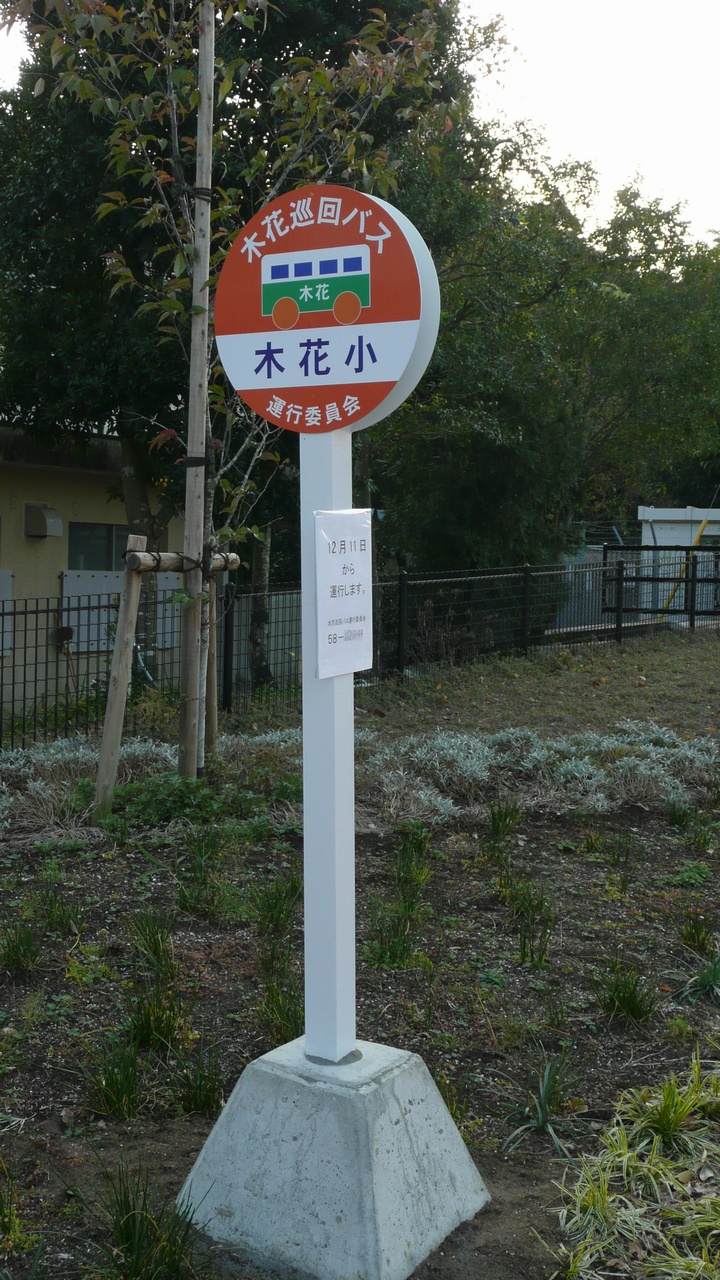
木花小学校前のバス停留所

木花巡回バス（きばなじゅんかいバス）は、かつて宮崎県宮崎市が木花地区で運行していたコミュニティバスである。愛称は「このはなバス」。2007年（平成19年）12月10日運行開始。
宮崎市が北地区で運行していたコミュニティバスである北地区コミュニティバス「あやめ号」とともに利用者減少により廃止されて乗合タクシーへ移行し、木花乗合タクシー「このはな号」へ再編された。

## 概要
1990年（平成2年）3月末をもって宮崎交通の一般路線バス（木花 - 塩鶴間）が利用者減少により廃止された。その後の代替交通手段を確保するため、市は2005年（平成17年）度に「鏡洲地区推進協議会」、2006年（平成18年）度に「コミュニティバス導入検討委員会」を設置し、翌2007年（平成19年）12月10日より、木花巡回バス「このはなバス」の運行を開始した。
しかし利用者数は伸び悩み、2014年（平成26年）に住民の要望を受け増便したため、翌2015年（平成27年）には過去最高の最高の10549人を記録したが、その後は同年をピークに再び減少を続け、ついには採算ラインの9000人を大きく下回ったことから、コミュニティバスの運行継続が困難となった。
そのため市は2017年（平成29年）度に「木花地域公共交通検討委員会」を設置し、コミュニティ交通の再編を検討した。その結果、木花巡回バス「このはなバス」を廃止して乗合タクシー「このはな号」へ移行し、宮崎交通の一般路線バスやタクシー、JR日南線との連携を図り、密にし、地域住民のニーズに合わせた運行形態へ再編することとした。これにより2020年（令和2年）4月1日から1年間の予定で、木花乗合タクシー「このはな号」の試験運行が開始された。試験運行終了後、木花乗合タクシー「このはな号」は本格運行へ移行した。

## 運行内容
- 運行委託事業者：宮崎観光バス
- 運賃：おとな200円、中校生以下100円
  - 回数券100円券10枚綴り（小中学生は15枚綴り）1,000円。
- 土曜日・日曜日・祝日および年末年始（12月28日〜1月3日）、お盆（8月13日〜8月15日）は運休。

## 沿革
- 2007年（平成19年）12月10日：運行開始[1]。
- 2008年（平成20年）6月9日：ダイヤ改正、一部路線変更、バス停追加（木崎下など）
- 2009年（平成21年）4月1日：ダイヤ改正（不採算路線の隔日運行）、運賃値上げ、バス停追加（マックスバリュ、車坂、特老ゴールデンレイク）。
- 2010年（平成22年）4月1日：ダイヤ改正。12月31日を運休日に変更。
- 2014年（平成26年）4月1日：ダイヤ改正。同年3月に完成した木花駅西口前ロータリーを活用し、宮崎大学・大学病院方面へ新規運行など路線の大幅変更、バス停増設、本数の増便、運賃の変更、年末・お盆を運休日に変更など[4]。
- 2020年（令和2年）4月1日：木花巡回バス「このはなバス」を乗合タクシーへ移行・再編し、乗合タクシー「このはな号」の試験運行を開始[1]。

## 路線

### 過去の路線
※以下は2009年4月1日改正時点である（括弧内は不経由便あり）。
赤木線
- 赤木 - 九平 - 双石山登山口
  - 月・水・金のみ運行
  - 双石山登山口から鏡洲線へ接続

鏡洲線
- （双石山登山口） - 塩鶴 - （鏡洲小） - 竹之内 - 桜1 - Aコープ
  - 1往復のみ下原経由、他3往復田畑経由
  - 木花台内は、時間帯によって通過バス停あり。
  - 上下線ともに、小河内→鏡洲小の順。ただし、双石山・塩鶴方面行きの一部は非経由

木崎線
- Aコープ - 木崎上 - 名分 - 下原 - 熊野神社 - 桜1
  - 桜1から鏡洲線へ接続
  - 1往復運行。

加江田線
- Aコープ - 島山 - 上曽山寺 - （萩原） - 自然休養村センター - 内山 - 片ノ田 - 中島 - Aコープ
  - 5便運行（2便は萩原経由）。
  - 特老ゴールデンレイク→上曽山寺→下曽山寺→萩原→運動公園
  - 運動公園→下曽山寺→萩原→上曽山寺→特老

## 車両
- 三菱ふそう・ローザ（29人乗り）1台が使用されていた[3]。